# Christian Lange (Theologe)

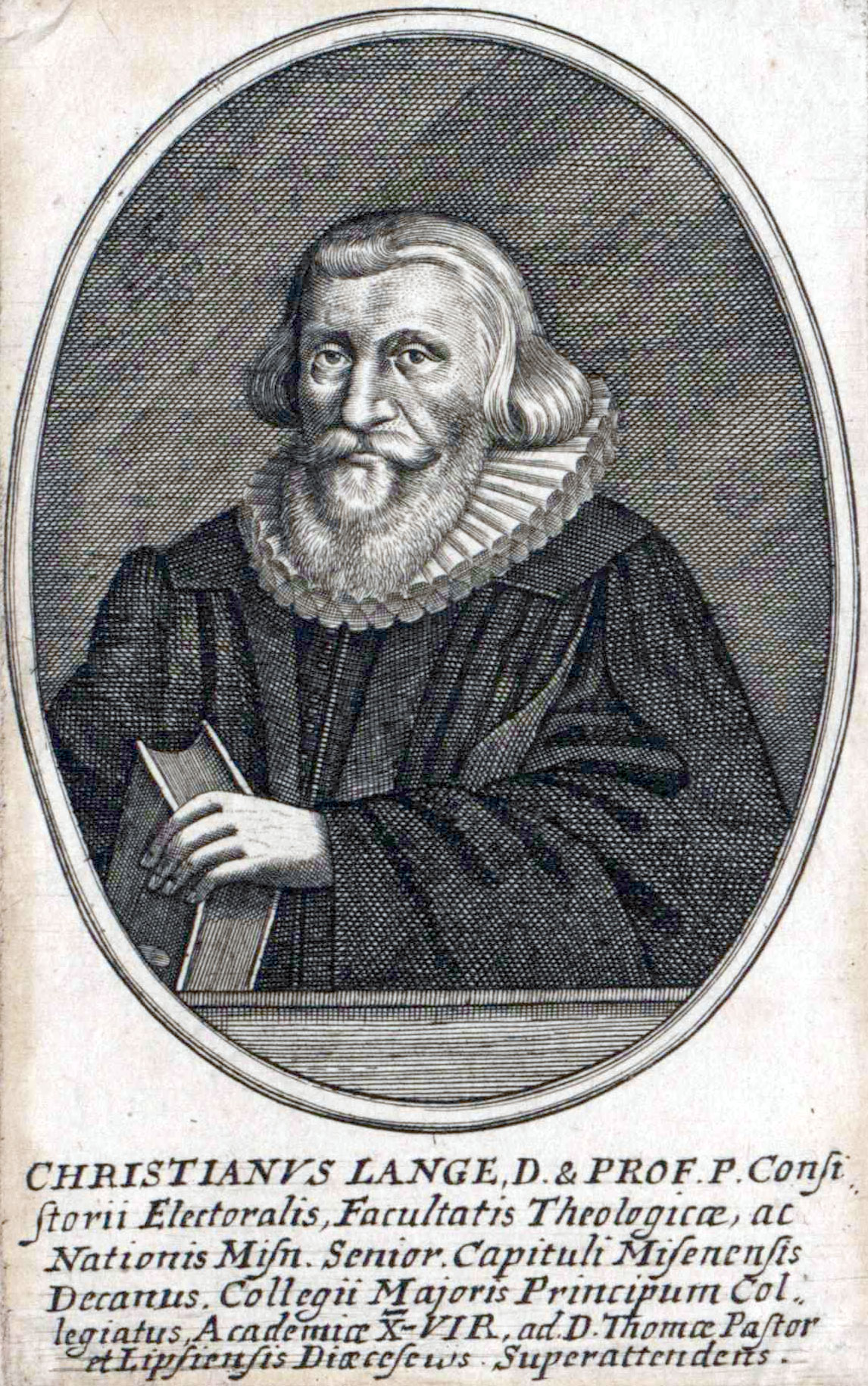
Christian Lange

Christian Lange (* 2. Dezember 1585 in Altenburg an der Saale (Almrich); † 7. Maijul. / 17. Mai 1657greg. in Leipzig) war ein deutscher lutherischer Theologe.

## Leben
Christian wurde als Sohn des späteren Braumeisters in Schulpforte Michael Lange und dessen Frau Margarethe Brauer geboren. Seine erste Ausbildung erhielt er an der Stadtschule in Naumburg und bezog am 14. November 1600 die kurfürstlich-sächsische Fürstenschule Pforta. 1606 begann er ein Studium der Theologie an der Leipziger Universität, wo er sich 1611 den akademischen Grad eines Magisters der Philosophie erwarb. Danach arbeitete er als Hauslehrer in Knauthain und wurde am 14. April 1614 in Altenburg ordiniert, als Pfarrer in Meuselwitz. Im November 1618 wechselte er als Pfarrer nach Lucka, wurde 1619 Subdiakon sowie Freitagsprediger an der St. Nikolaikirche in Leipzig.
1621 wechselte Lange als Diakon an die Leipziger St. Thomaskirche, wo er 1628 zum Archidiakon, 1633 zum Pfarrer und damit zum Domherrn in Zeitz aufstieg. In der Zwischenzeit verfolgte er aber auch seine akademische Laufbahn: 1620 wurde er zum Bacchalaureus promoviert, 1629 vierter Professor an der Theologischen Fakultät, 1630 Licentiat und Doktor der Theologie. Das Thema der Disputation war: „Wider das Papsttum über das Diktum (Mat 16,18): Du bist Petrus…“ Im Jahr seiner Übernahme der Pfarrstelle an St. Thomas war er gleichzeitig Rektor der Universität. 1642 wurde er zudem Domherr in Meißen sowie Konsistorialassessor. 1646 wurde lange schließlich Superintendent in Leipzig. Inzwischen war er zum 1. Professor und Senior sowohl der Theologischen Fakultät als auch der „Meißnischen Nation“ aufgestiegen.
Seine Grabplatte befindet sich in der Leipziger Thomaskirche.

## Familie
Lange war zweimal verheiratet. Seine erste Ehe schloss er am 23. August 1614 mit Katharina Feiler (* 10. August 1594 in Pegau; † 17. November 1624 in Leipzig), der Tochter des Pegauer Superintendenten Johann Feiler (* 1562 in Sulzbach; † 23. Oktober 1626 in Pegau). Aus der Ehe stammen sechs Söhne und zwei Töchter.
- Samuel Lange (* 18. Februar 1618 in Meuselwitz; † 10. Oktober 1667 in Leipzig), Superintendent in Pegau und Prof. an der Uni. Leipzig, dessen Sohn war der Mediziner Christian Johann Lange
- Christian Lange (* 9. Mai 1619 in Lucka bei Altenburg; † 24. März 1662 in Leipzig), Professor der Medizin an der Universität Leipzig
- Johannes Lange (* 1624) verh. mit Barbara Schmiedt
- Vincentus Lange (* 1620; † 1631)
- Anna Katharina Lange (* 1622; † jung)
- Anna Maria (Barbara) Lange

Seine zweite Ehe ging Lange am 25. November 1625 in Leipzig mit Margarethe Schürer (* 25. November 1603 in Leipzig; † 19. Juli 1676 ebd.), der Tochter des Buchhändlers Thomas Schürer und dessen Frau Catharina Ulmann, ein. Aus der Ehe stammen zehn Kinder. Man kennt:
- Thomas Lange (* 1627) wurde Advokat in Frankfurt am Main, verheiratete sich mit Anna Regina Schröder, der Tochter des Arztes und Physikus Johann Schröder
- Gottfried I. Lange (* & † 1637)
- Gottfried II. Lange (* 1640; † 1669) Student jur. Uni. Jena
- Christoph Lange (* 1643; † 1672 in Schwoll)
- Margaretha Lange (* 1629) verh. mit Sigismund Rupert Sultzberger (* um 1628 in Dresden; † 7. April 1675 in Leipzig) Prof. med. Uni. Leipzig
- Katharina Lange (* 8. Dezember 1632; † 15. November 1653) verh. 26. August 1651 mit Michael Planck (* 25. März 1626 in Leipzig; † 18. Februar 1659 ebd.)